# Onesia cuprea
Onesia cuprea este o specie de muște din genul Onesia, familia Calliphoridae. A fost descrisă pentru prima dată de Robineau-desvoidy în anul 1830.
Este endemică în Franța. Conform Catalogue of Life specia Onesia cuprea nu are subspecii cunoscute.